# Кожухово (Хакасия)
Кожухово — деревня в Орджоникидзевском районе Хакасии.

## География
Расположена на левом берегу реки Белый Июс. Рядом находится разъезд 208 км железной дороги Ачинск — Абакан. 

## История
Основателем Кожухова был бай Хожухов — отсюда русское Кожухов(о). Во время Великой Отечественной войны Кожухово было подхозом Красноярского военного завода № 4 им. Ворошилова.

## Население
| 2002 | 2010 |
| ---- | ---- |
| 259  | ↘170 |

Число хозяйств — 94, население — 245 чел. (01.01.2004). Национальный состав: русские, хакасы.